# Cheumatopsyche sauteri
Cheumatopsyche sauteri är en nattsländeart som beskrevs av Navás 1933. Cheumatopsyche sauteri ingår i släktet Cheumatopsyche och familjen ryssjenattsländor. Inga underarter finns listade i Catalogue of Life.